# Église Notre-Dame-de-l'Assomption de Beaujeu
Pour les articles homonymes, voir église Notre-Dame-de-l’Assomption.
L'église Notre-Dame-de-l'Assomption est une église catholique située à Beaujeu-Saint-Vallier-Pierrejux-et-Quitteur, en France.

## Localisation
L'église est située sur la commune de Beaujeu-Saint-Vallier-Pierrejux-et-Quitteur, dans le département français de la Haute-Saône.

## Historique
L'édifice est classé au titre des monuments historiques en 1913.